# Karlshamn–Klaipeda

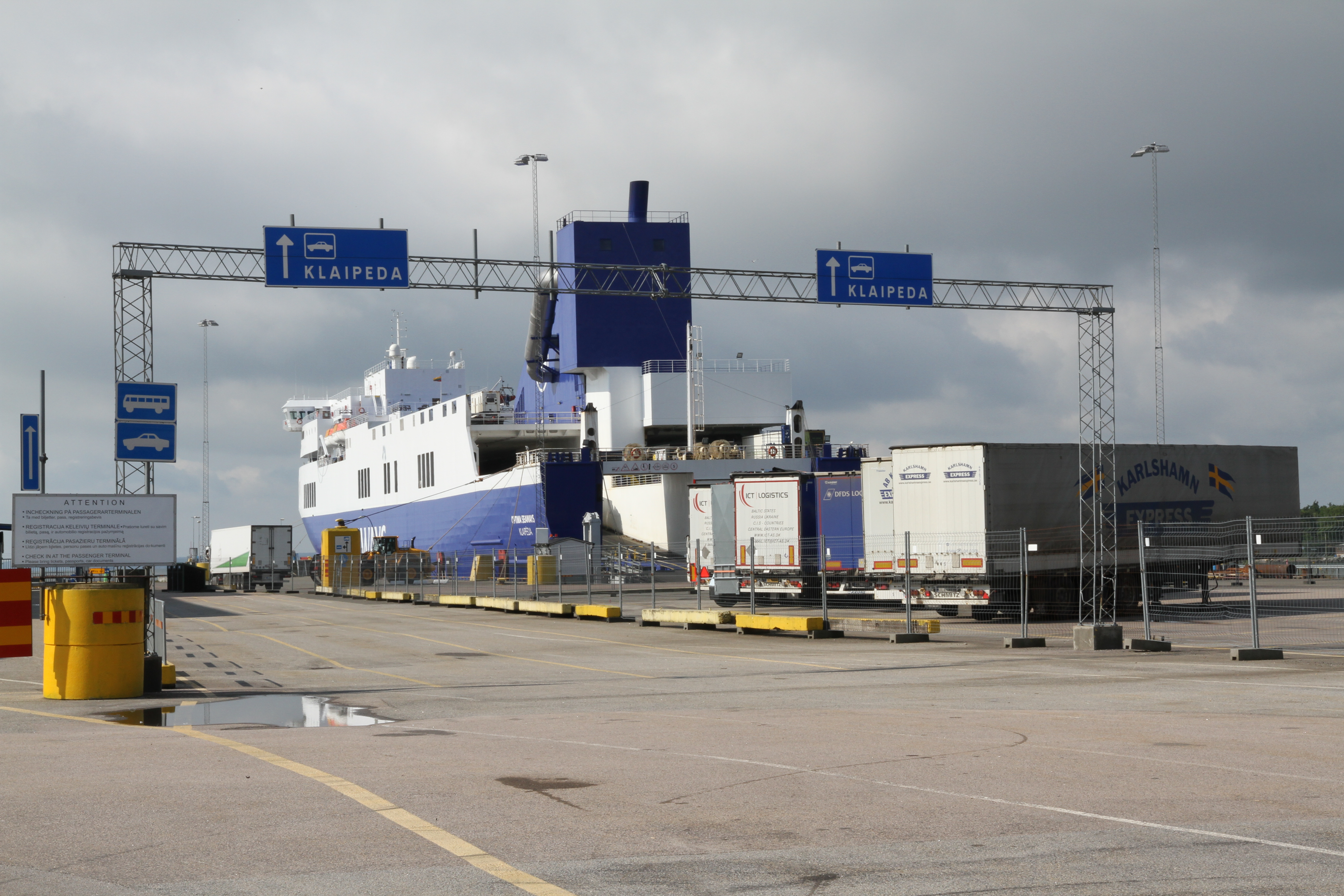
Stillerydshamnen i Karlshamn 2014

Karlshamn-Klaipeda är en bilfärjelinje mellan Karlshamn och Klaipeda i Litauen, som upprätthålls av DFDS Lisco.
Färjelinjen Karlshamn–Klaipeda startades 2001 av det litauiska rederiet Lisco, som ungefär samtidigt köptes av det danska rederiet DFDS Tor Line AS. Premiärturen från Stillerydshamnen, strax väster om Karlshamn, med fartyget Palanga gick den 20 april 2001..